# Mega Man 11
Mega Man 11, conocido en Japón como Rockman 11: Unmei no Haguruma!! (ロックマン11 運命の歯車!! Rokkuman 11 Unmei no Haguruma!!?, lit. "Rockman 11: ¡¡Los Engranajes del Destino!!"), es un videojuego de acción y plataformas desarrollado y distribuido por Capcom, para las plataformas PlayStation 4, Xbox One, Nintendo Switch y Microsoft Windows. Es el undécimo juego de la saga Mega Man. Su lanzamiento se produjo el 2 de octubre de 2018. El juego fue porteado a Amazon Luna el 9 de septiembre de 2021. El juego trae de vuelta varias características como la actuación de voz y un estilo gráfico 2.5D de juegos anteriores en toda la franquicia de Mega Man.

## Argumento
La historia comienza con un flashback del Dr. Light y el Dr. Wily cuando eran estudiantes en la Universidad de Robots en el momento exacto en que tuvieron su pelea. El comité está debatiendo si elegir la investigación de Light sobre robots con pensamientos independientes o el sistema Double Gear de Wily para continuar trabajando. A pesar de que Wily le dijo a Light que no pueden construir el futuro sobre su supuesto optimismo vacío, la investigación de Light fue elegida sobre la de Wily porque el sistema Double Gear ejerce una presión increíble sobre los robots que lo usan y podría ser peligroso en las manos equivocadas. Enfurecido por ser empujado a un lado y cerrado además de ser bloqueado por Light en cada instancia, Wily destruye su prototipo Double Gear y jura vengarse de Light.
Después de que el flashback termina con Wily despertando perturbado (presumiblemente el flashback sirvió como un mal sueño), de repente recuerda el Double Gear System. Inmediatamente pone su plan en acción.
Mientras tanto, en su laboratorio, Light, Roll y Auto revisan 8 modelos de última generación de Robot Masters (Block Man, Acid Man, Impact Man, Bounce Man, Fuse Man, Tundra Man, Torch Man y Blast Man) para mantenimiento. Justo cuando terminan con Block Man, Wily irrumpe en el laboratorio en su Wily Capsule y le dice a Light que ha perfeccionado el sistema Double Gear. Mega Man (que estaba barriendo fuera de la pantalla) se apresura a tratar de detener a Wily, cuando en ese momento aparecen los Robot Masters y Wily decide usarlos como sujetos de prueba. Antes de que puedan escapar, Wily usa el modo Speed Gear de su Double Gear para acelerar la cápsula y arrebatar a los Robot Masters a través del rayo tractor. Mega Man le exige a Wily que los libere, pero él los lleva a su Fortaleza para reprogramarlos y equiparlos con sus Double Gear Systems mejorados.
Justo cuando Mega Man está a punto de irse para detener a Wily, Light lo detiene y le explica qué es el Double Gear System y qué es capaz de advertirle que si Wily realmente lo ha perfeccionado, no tendrá ninguna posibilidad con Mega Man negándose a hacerlo. deja que Wily se escape. Al darse cuenta de que Mega Man no será detenido, Light revela que conservó y reparó el prototipo de Double Gear System que Wily solía tener. Después de advertir brevemente a Mega Man de su peligro potencial (con Mega Man aceptando el riesgo), Light instala el Double Gear en Mega Man después de varios días para que pueda tener una oportunidad contra el nuevo ejército de Wily.
Después de derrotar a 4 Robot Masters, Light le explica a Mega Man que el sistema Double Gear fue en parte responsable de que él y Wily se pelearan. Light creía que si a los robots se les diera el poder de pensar por sí mismos, podrían ser verdaderos socios de los humanos. Wily, sin embargo, afirmó que incluso los robots que piensan de forma independiente serían meras herramientas para los humanos, pero al darles potencia y aumentos de velocidad, los humanos finalmente respetarían a los robots por lo que son y cualquier robot podría ser un héroe con el sistema Double Gear instalado. Sin embargo, cuando el comité eligió a Light sobre Wily, este último se fue sin perdonar a su viejo amigo por no haberle dado ni una oportunidad.
De vuelta en el presente, Light reflexiona sobre sus decisiones en ese entonces, y reflexiona si le hubiera mostrado que había una manera de trabajar juntos en lugar de decirle que estaba equivocado, aún podrían haber sido amigos incluso admitiendo que el sistema de doble engranaje puede ser usado para el bien si se usa correctamente. Light luego le da a Mega Man la modificación Rush Jet para Rush (el perro mascota robótico de Mega Man) y Mega Man luego parte para derrotar a los Robot Masters restantes.
Después de derrotar a los 8 Robot Masters, Auto intenta localizar a Wily. Al principio, parecía como si Wily hubiera desaparecido, cuando de repente la señal del laboratorio fue interceptada y el propio Wily apareció en la pantalla. Enojado porque Mega Man no solo ha derrotado a los Robot Masters, sino también porque usó su prototipo de Double Gear System, Wily le pide a Mega Man que vaya a su Gear Fortress para que pueda lidiar con él por su cuenta. Mega Man (después de que sus amigos le desearan buena suerte) se dirige a detener a Wily.
Después de atravesar la fortaleza mientras derrotaba al Yellow Devil MK 3, Mawverne (los robots de defensa de Wily) y los Robot Masters resucitados, Mega Man se enfrenta a Wily en su nueva Wily Machine y los dos luchan. Al final, Mega Man sale victorioso, lo que hace que Wily recurra al "Plan B", que consistía simplemente en arrodillarse y pedir clemencia en cámara lenta. El "plan" falla cuando Mega Man no cae en la trampa, pero Wily luego se burla de él, creyendo que su pérdida no fue causada por Mega Man, sino por el Double Gear System, que era su propia tecnología, proclamándose a sí mismo como el mejor. genio. De repente, Light entra. Light le pide a Wily que mire a Mega Man y explica que Mega Man tiene un poder tremendo, pero es lo suficientemente inteligente como para usarlo sabiamente; en cierto modo, es la combinación de las ideas de Light y Wily. Light le pide a Wily que expíe sus crímenes y vuelva a ser su amigo, como antes, para que puedan hacer realidad otras ideas increíbles, como Mega Man. Sin embargo, Wily se niega, afirmando que sus planes solo han comenzado y luego escapa. Light teme que él y Wily nunca puedan volver a trabajar juntos. Cuando la fortaleza comienza a colapsar, Auto llega y le dice a Light que había terminado de hacer lo que le pidió. Con eso, los tres escapan de la fortaleza que se derrumba.
De vuelta en el laboratorio, se revela que la razón por la que Light y Auto estaban en Gear Fortress era encontrar las piezas para reconstruir los Robot Masters. Auto usa el sistema de doble engranaje de Mega Man para llevar a los Robot Masters a la sala de reparación, para que puedan ser enviados de regreso a sus dueños (durante el cual se sobrecalienta y se desmaya).

## Jugabilidad
Mega Man 11 conserva el estilo de los videojuegos de la serie de Mega Man clásicos, y presenta un estilo de gráficos 2.5D con personajes poligonales 3D y entornos 2D. Los jugadores controlan a Mega Man mientras intenta evitar que el Dr. Wily use un sistema Doble Engranaje que el Dr. Light inventó basándose en la investigación que realizó muchos años antes, cuando estaban en la universidad. Los jugadores viajan a través de ocho etapas lineales, que pueden elegirse de manera que el jugador lo atravesara, antes de luchar contra uno de los ocho Robot Masters del Doctor Wily, incluidos Block Man, Fuse Man, Blast Man, Acid Man, Tundra Man, Torch Man, Impact Man y Bounce Man.
Mega Man puede realizar movimientos clásicos como usar el Mega Buster recargable y la habilidad de deslizarse, así como obtener nuevas armas al derrotar a los jefes Robot Master al final de cada nivel. Único en este videojuego es el sistema Doble Engranaje, que otorga a Mega Man dos habilidades adicionales: El Speed Gear y el Power Gear. El Speed Gear le permite a Mega Man alentar el tiempo, lo que le permite esquivar ataques, mientras que el Power Gear aumenta el poder de ataque del armamento de Mega Man; ambos se sobrecalentarán si Mega Man los usa demasiado. Cuando la salud de Mega Man es críticamente baja, puede activar ambos engranajes para realizar un poderoso disparo de carga que solo se puede usar una vez y deja a Mega Man muy debilitado después.
El juego tiene características adicionales que incluyen pruebas de tiempo, misiones, tablas de clasificación globales, una galería de arte conceptual y más. El juego también presenta ajustes de dificultad, vistos por última vez en Mega Man 10, expandiéndolos por un total de cuatro niveles de dificultas: Novato, Casual, Normal y Super héroe. La versión de Nintendo Switch tiene soporte de Amiibo, que puede usarse para desbloquear elementos del videojuego.

## Desarrollo
El juego fue anunciado en diciembre del año 2017 como parte de la celebración del 30 aniversario de la serie, junto con los anuncios de los relanzamientos de videojuegos anteriores de Mega Man. Mega Man 11 presenta personajes poligonales en 3D y entornos dibujados a mano, partiendo del enfoque basado en el arte de píxeles de los juegos anteriores, y se muestran en un plano 2.5D. Fue dirigido por Koji Oda y producido por Kazuhiro Tsuchiya, con los diseños de personajes a cargo de Yuji Ishihara, y la música de Marika Suzuki. Según Tsuchiya y Oda, el motivo principal de la larga pausa para un nuevo juego de la serie fue la salida de Keiji Inafune de Capcom provocando que hubiera una gran vacilación de que alguien se hiciera cargo y se convirtiera en "el nuevo tipo del Mega Man", hasta que Oda lo hizo.
Mega Man 11 se lanzó mundialmente para Microsoft Windows, PlayStation 4, Nintendo Switch y Xbox One el 2 de octubre de 2018, excepto en Japón, donde se lanzó dos días después. Una banda sonora alternativa en forma de un complemento DLC para el juego se puso a disposición de los que pre-ordenaron el juego. Un Mega Man Amiibo fue lanzado junto con el juego para la versión Switch. Se lanzó una demostración con el escenario de Block Man en el Nintendo Switch el 6 de septiembre de 2018 y en la Xbox One y PlayStation 4 al día siguiente.

## Recepción
Mega Man 11 fue recibido con críticas positivas por parte de los críticos especializados. IGN le dio una calificación de 7.5/10 diciendo que "no es revolucionario, pero Mega Man 11 se siente casi como un juego clásico de Mega Man, y es una buena base para los próximos 10 juegos" mientras que GameSpot le dio una calificación de 7/10 elogiando el juego por sus "grandes sub-jefes y sus intensas peleas de robots, algunos nuevos trucos para el escenario [que son] muy divertidos y una personalidad entrañable de la serie que viene a través del diseño visual y de personajes", mientras critican los escenarios por ser "demasiado largos y tener algunos elementos cuestionables, [y] los picos de dificultad a lo largo de los niveles conducen a frustrantes contratiempos y el Sistema de Doble Engranaje nunca parece tan útil como uno quiere". Nintendo Life le dio una calificación de 9/10, y escribió que "Mega Man 11 es un excelente resurgimiento para el Bombardero Azul, que imbuye el juego clásico probado con toques modernos y nuevas ideas que amplían los conceptos existentes de manera interesante".